# Austromecopoda
Austromecopoda är ett släkte av insekter. Austromecopoda ingår i familjen vårtbitare.
Kladogram enligt Catalogue of Life:
| Austromecopoda | \| \| Austromecopoda kayaman \| \| \| \| \| \| Austromecopoda marracoonda \| \| \| \| \| \| Austromecopoda nurrungar \| \| \| \| \| \| Austromecopoda weiri \| \| \| \| |
|                | \| \| Austromecopoda kayaman \| \| \| \| \| \| Austromecopoda marracoonda \| \| \| \| \| \| Austromecopoda nurrungar \| \| \| \| \| \| Austromecopoda weiri \| \| \| \| |
|                | Austromecopoda kayaman |
|                | |
|                | Austromecopoda marracoonda |
|                | |
|                | Austromecopoda nurrungar |
|                | |
|                | Austromecopoda weiri |
|                | |